# CodeView
CodeView — автономный отладчик, разработанный Дэвидом Норрисом в Microsoft и выпущенный в 1985 году. Изначально CodeView предназначался для Microsoft C 4.0 и последующих версий. Позднее поддержка была добавлена для Visual Basic под MS-DOS, Microsoft Basic PDS и ряда других продуктов Microsoft. CodeView стал одним из первых полноэкранных отладчиков для MS-DOS, в отличие от линейных утилит, таких как DEBUG.COM и Symdeb.
CodeView предоставлял пользователю несколько управляемых окон — например, окно кода, окно данных, командное окно.
После выхода Microsoft Visual C++ 1.0 возможности CodeView были интегрированы в единую интегрированную среду разработки (IDE), хотя автономная версия оставалась доступной в 16-разрядных выпусках Visual C++. Подобная интеграция считалась более удобной для разработки программного обеспечения, поскольку позволяло выполнять кодирование и отладку в едином интерфейсе.
В современных продуктах, таких как Microsoft Visual Studio, отладчик является комплексной частью среды разработки.